# Santa Maria dei Rimedi

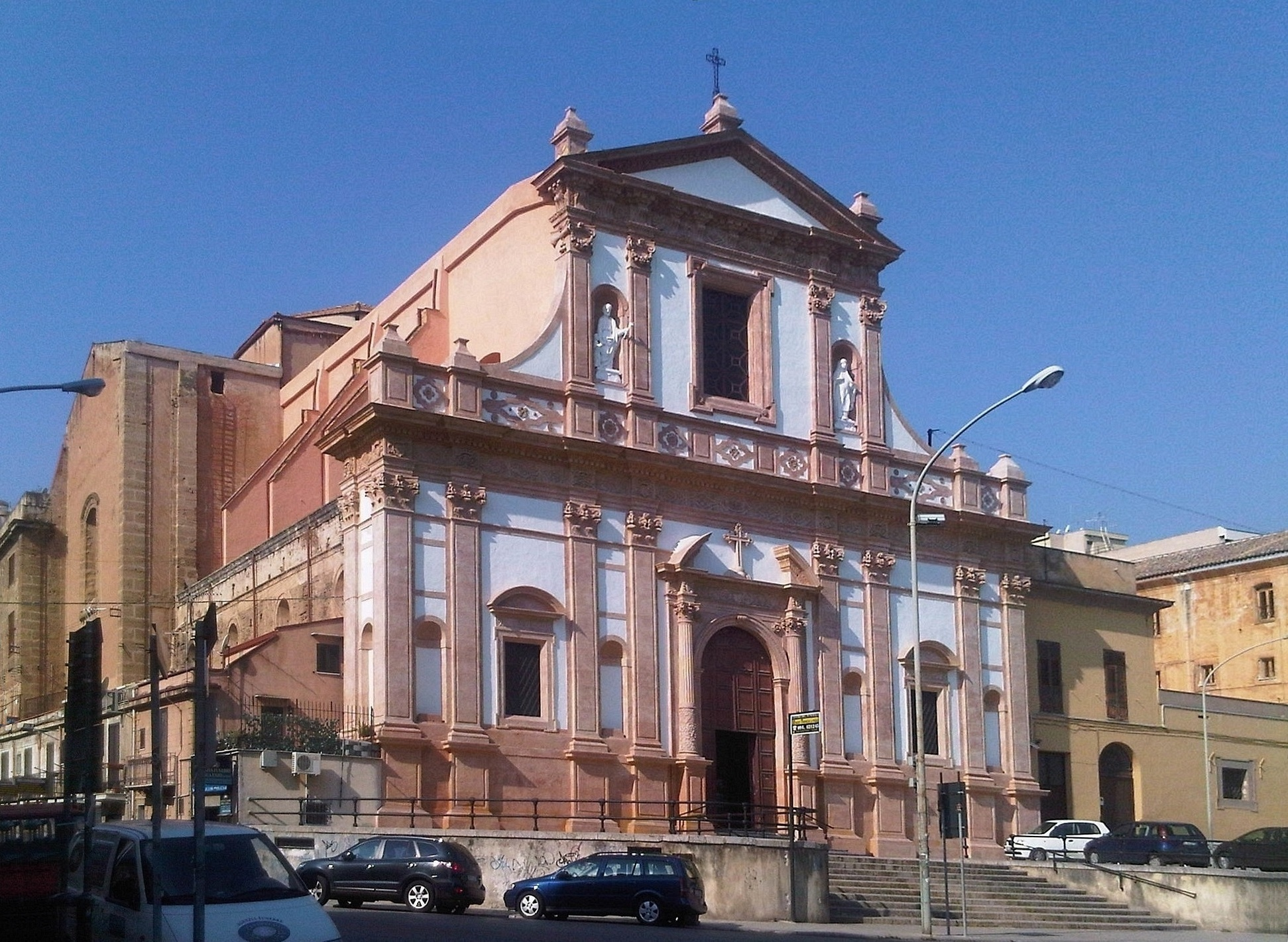
Kirche Madonna dei Rimedi, Palermo

Santa Maria dei Rimedi („St. Maria von den Heilmitteln“) ist eine Kirche des Barock in Palermo.

## Geschichte
Die Gründung der Kirche und ihr Name werden in Verbindung gebracht mit der Eroberung Palermos von den Arabern durch Roger I. Während der jahrelangen Belagerung sei eine von Insekten übertragene Epidemie unter den normannischen Soldaten ausgebrochen. Die Muttergottes, die Roger um Hilfe anrief, habe ihm geraten, im Lager Feuer anzuzünden, worauf die Krankheit verschwand. Nach dem Fall der Stadt 1072 gründete Roger das Heiligtum der Madonna dei Rimedi.
Anfang des 17. Jahrhunderts war Don Fernando Paceco, Herzog von Villena, Vizekönig in Palermo. In einer persönlichen Notlage rief er den Karmeliten Dominicus a Jesu Maria aus Rom herbei und erhielt wirksamen Beistand. Zum Dank stiftete er dem Orden Kirche und Kloster, die auf den Grundmauern des verfallenen normannischen Baus errichtet wurden. 
Der Komplex wurde zwischen 1610 und 1625 von Mariano Smiriglio erbaut. Im Zuge des Risorgimento wurden Kloster und Kirche 1866 geschlossen und profan genutzt. Die Barockausstattung ging verloren. Erst durch die Initiative von Kardinal Ernesto Ruffini wurden sie ab 1947 instand gesetzt und wieder mit Unbeschuhten Karmeliten besiedelt. Der Kardinal stiftete für den Hauptaltar eine Marmormadonna aus der Gagini-Schule und erhob die Kirche zum diözesanen Marienwallfahrtszentrum. Seinem Wunsch entsprechend wurde er 1967 vor dem Hauptaltar beigesetzt.

## Architektur und Ausstattung
Die zweigeschossige Fassade ist durch Pilaster gegliedert, die in aufwändig gestalteten Kapitellen münden. Der gesprengte Segmentgiebel über der Tür umschließt ein Kleeblattkreuz. Über dem Gebälk befindet sich ein ornamentaler Zierfries und zwei Nischen mit den Skulpturen „Josef und Jesusknabe“ und „Maria“ in der Art des Fazio Gaggini. Die Fassade wird nach oben durch einen Dreiecksgiebel abgeschlossen.
Das Innere der Kirche weist die Form eines lateinischen Kreuzes auf und ist mit Gemälden des 17. und 18. Jahrhunderts geschmückt. Die Marmormadonna im Altarraum weist ebenfalls Bezüge zur Schulnachfolge der Gaginis auf.